# Salaca
El Salaca (en estonià: Salatsi jõgi) és un riu situat al nord de Letònia. La seva font és el llac Burtnieks a la regió de Vidzeme, el seu recorregut fa 90 km fins al golf de Riga, a la mar Bàltica. El riu flueix a través de tres ciutats, Mazsalaca, Staicele i Salacgrīva. Són característiques les seves ribes del període Devonià en forma de penya-segats de gres vermell, amb moltes coves i ràpids. El Salaca destaca per ser un riu amb una gran quantitat i qualitat de salmons.